# Maciço de Andringitra
O maciço de Andringitra é uma cordilheira no sul da ilha de Madagáscar que atinge no seu ponto mais alto, o Pic Boby, os 2658 m de altitude .
O maciço está mais de 100 km a norte do trópico de Capricórnio, e a 100 km do oceano Índico. Tem uma orientação geral norte-sul (mais precisamente NNO/SSE). Com 62 km de comprimento e largura média de 3 km (10 km no centro do maciço), a sua altitude varia de 500 m a 2658 m. No extremo sul do maciço, em local isolado, ergue-se o pico Ivohibe (2069 m).
Está situado parcialmente na comuna rural de Antambohobe. Integra o Parque Nacional de Andringitra, um dos parques nacionais malgaxes.
Formado no Pré-Câmbrico, o maciço é constituído essencialmente de granito, sienito e piroxena.

## Ligações externas

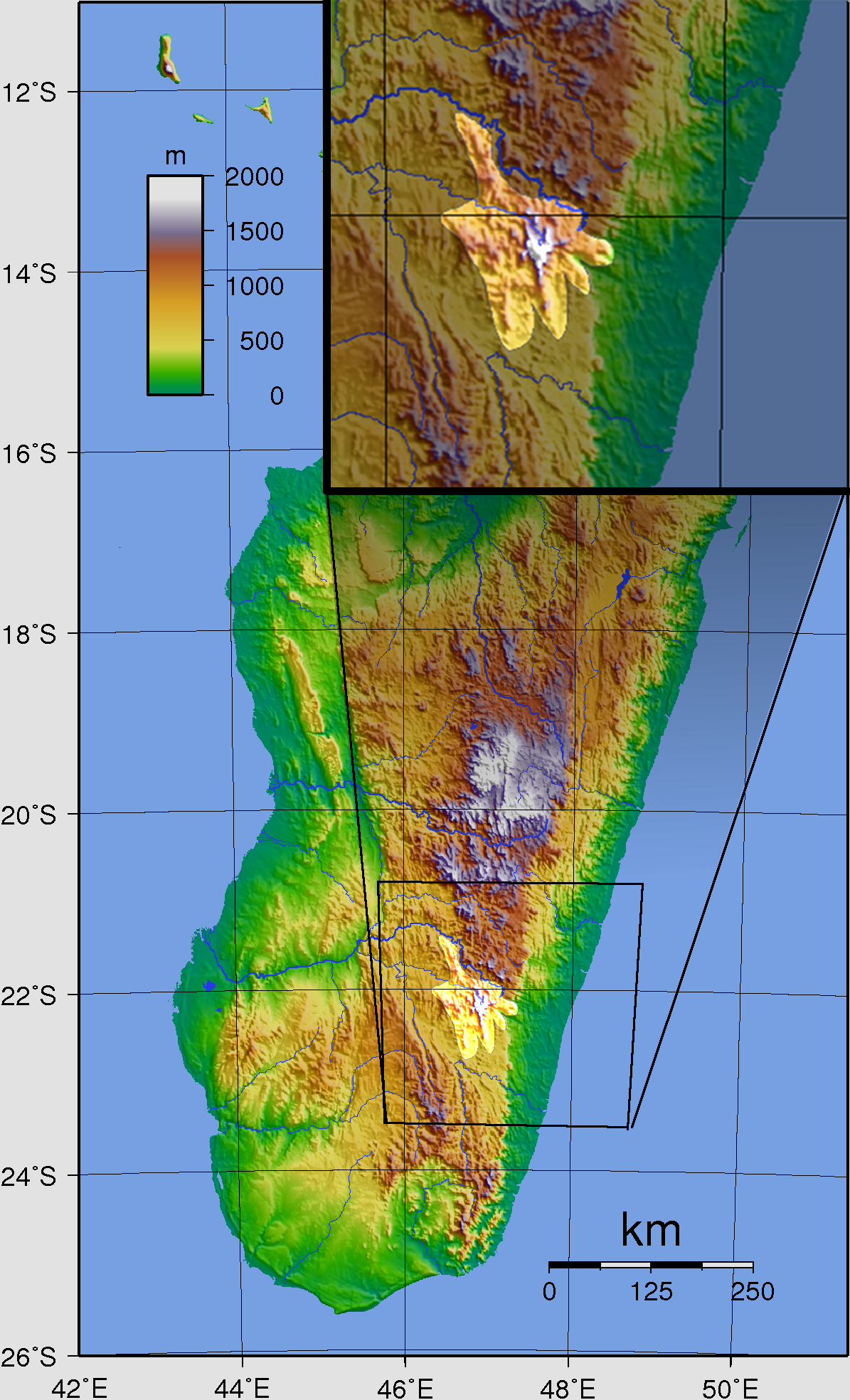
Localização do maciço de Andringitra em Madagáscar